# Compromís pel País Valencià
Compromís pel País Valencià (en sigles, CPV) va ser una coalició electoral integrada per Esquerra Unida del País Valencià (EUPV), el Bloc Nacionalista Valencià (BLOC), Els Verds del País Valencià (EVPV), Els Verds Esquerra Ecologista del País Valencià (VEE) i Izquierda Republicana (IR), que es presentaren conjuntament sota aquest nom a les Eleccions a les Corts Valencianes de 2007, i que es va fer extensible a diferents localitats del País Valencià en les eleccions municipals de 2007. Aquest pacte tenia per objectiu principal evitar el bipartidisme a les Corts Valencianes, i especialment la majoria absoluta del Partit Popular, objectiu que no s'aconseguí.
Inicialment va aconseguir 7 seients a les Corts Valencianes, 5 per a EUPV i 2 per al BLOC, però després de la crisi interna d'Esquerra Unida del País Valencià, que es va estendre al grup parlamentari, i que va derivar amb l'expulsió de Mónica Oltra i Mireia Mollà del partit i de Glòria Marcos del grup parlamentari, el grup de Compromís pel País Valencià quedà conformat per 4 diputats: 2 del Bloc Nacionalista Valencià i 2 d'Iniciativa del Poble Valencià, a causa de l'abandonament dels 3 diputats d'EUPV del grup parlamentari per a passar a formar part del grup de no-adscrits.
Pel que fa als resultats locals, CPV es va presentar com a candidatura municipal a diverses localitats pel País Valencià, en la seua majoria presentant un pacte EUPV-BLOC. La localitat amb més habitants on aquesta coalició es va presentar va ser Elx, on va obtindre una regidora.

## Història

### Context previ
Des de l'inici de 2006, davant del que els partits d'esquerra valencians consideren una rebaixa de la qualitat democràtica al País Valencià degut als 12 anys de govern del PP, des de diversos sectors socials esquerrans es va començar a fer públic el desig d'un pacte electoral del que s'ha anomenat les forces polítiques a l'esquerra del PSPV, essent el moment més àlgid de pressió social la tradicional manifestació nacionalista del 25 d'abril a València. Des d'aquell moment es va engegar un diàleg informal entre les dites forces per veure la possibilitat d'arribar a un acord que permetera que cap partit d'esquerra quedara fora de les Corts Valencianes per la tanca del 5%, i aprofitar cadascun d'aquestos vots en el repartiment d'escons. Aquesta tanca electoral d'un mínim del 5% de vots de tot l'àmbit valencià per a aconseguir escons a les Corts Valencianes ha condicionat especialment les negociacions del pacte del CPV, que afecta especialment als nacionalistes del BLOC, que va treure un 4,6% el 1999, i un 4,75% el 2003, mentre que els regionalistes d'Unió Valenciana van quedar-se al 4,8% i al 3%, respectivament. Pel que fa a EUPV, si bé sempre ha superat la dita barrera requerida a totes les eleccions, la distància que la separa és prou minsa, com es va demostrar a les eleccions valencianes de 2011, on concorregué en solitari i aconseguí un 5,8% dels vots.

### Procés de negociació
Els primers contactes es van produir a l'estiu de 2006 entre els dos partits majoritaris de la futura coalició, EUPV i el BLOC. Les negociacions no van fructificar en un primer moment degut a discrepàncies en el repartiment dels escons de la coalició entre els diferents partits, però davant la pressió social, ambdós partits van arribar a un acord de mínims previ, al que tot seguit es van sumar la resta de partits. ERPV es va deslligar a mitjan procés de negociació adduint la necessitat d'ampliar el pacte als municipis i per dues legislatures.
El Consell Nacional del BLOC va aprovar definitivament el pacte al desembre, com ho va fer l'Assemblea d'EUPV aquest mateix mes, essent definitivament ratificat per la militància d'EU en referèndum el 13 de gener, tal com manen els seus estatuts. La signatura oficial i definitiva del pacte per part dels líders dels cinc partits que componen la coalició es va produir solemnement el 26 de gener de 2007 a l'edifici Octubre Centre de Cultura Contemporània.

### Crisi de juliol de 2007
La crisi esclatà quan en la tria de representants al Consell d'Administració de RTVV mentre que des d'Esquerra Unida es proposava a Amadeu Sanchis, candidat a l'Ajuntament de València el qual no aconseguí cap acta de regidor, el BLOC i les dues diputades d'EiP es decantaven per Rafael Xambó. Poc després quatre dels set diputats amb què la coalició comptava a les Corts Valencianes elegeixen Mónica Oltra com a portaveu, la qual cosa no és acceptada per la resta de grups ni pels tres diputats lleials a Glòria Marcos qui es desmaiaria en una de les sessions de les Corts.
Els quatre diputats contraris a la llavors diputada van presentar un escrit en el qual demanen un canvi de portaveu. El 21 de juliol a una reunió al si del grup parlamentari de CPV, amb quatres vots a favor Mónica Oltra és elegida síndica del grup parlamentari del Compromís en una votació de la qual els afins a Glòria Marcos es desmarcaren. En setembre de 2007, les diputades d'EUPV que havien destituït Marcos són expulsades del partit accelerant el procés de crisi interna que derivaria amb l'abandó i expulsió de l'organització de membres d'EUPV i el PCPV i amb la pèrdua de representació parlamentària a les eleccions generals espanyoles de 2008. En Juliol de 2008, davant la impossibilitat d'arribar a cap eixida negociada a la crisi, la majoria del grup parlamentari va expulsar a Glòria Marcos, al·legant que la convivència al si del grup era impossible, ja que la diputada expulsada rebentava el treball del grup.

## Contingut del pacte

### Declaració ideològica
El manifest polític signat per les forces polítiques de la coalició es basa en 16 punts que han de ser la base per al programa electoral conjunt. Així, es comprometen a desenvolupar el sector públic en sanitat, transport, i sobretot en educació amb la creació d'una xarxa d'escoles públiques, a aplicar una moratòria urbanística i garantir la conservació del medi ambient, a protegir la normalització del valencià i la cultura, a aconseguir un sistema de finançament solidari i equitatiu, a treballar per la República federal i per l'Europa dels Pobles, per una llei de comarcalització del País Valencià, a potenciar la indústria, l'agricultura i les xicotetes i mitjanes empreses, a treballar per una xarxa pública d'habitatges, la integració dels emigrants, la diversitat sexual, i sobretot es comprometen a la transparència i la regeneració democràtica.

### Detalls electorals
Durant el procés de negociació es va suposar, a partir dels resultats electorals a les eleccions del 2003 i les perspectives demoscòpiques, que la Coalició electoral trauria al voltant de 10 escons, base sobre la qual es va fer la negociació pel repartiment d'escons entre els partits. Així, d'acord amb el pacte signat, a EUPV li corresponen 6 escons, encapçalant les llistes per les tres circumscripcions electorals. Al BLOC li corresponen 3 escons, el segon per les circumscripcions de València i Castelló, i el tercer per la d'Alacant. I finalment 1 escó per a Els Verds en el cinquè lloc per València. D'aquesta manera Glòria Marcos d'EUPV encapçalarà la llista per la circumscripció de València com a candidata a la Presidència de la Generalitat, seguida com a número dos per Enric Morera, candidat del BLOC.
Els acords també inclouen el funcionament del futur grup parlamentari a les Corts Valencianes, inclosa la presa de decisions, així com les despeses electorals d'acords amb la representació prevista.

## Campanya i resultats electorals
En el primer acte públic de la coalició del CPV, que va tenir lloc el 17 de febrer de 2007 al Paranimf de la Universitat Politècnica de València, els futurs candidats van declarar que "una altra forma de fer política és possible, més igualitària, més respectuosa amb el medi ambient, la llengua i la cultura, més honesta; en definitiva: un altre País Valencià és possible". Aquest acte va comptar amb la presència de la Unió de Llauradors, Escola Valenciana, CCOO, UGT, ACPV, i el Col·lectiu Lambda, entre d'altres.
Compromís pel País Valencià va obtindre 7 diputats al parlament valencià, el PP 54 diputats i el PSPV-PSOE 38 diputats.